# Авксентий Кюстендилски
Авксентий Кюстендилски (на гръцки: Αυξέντιος) е гръцки духовник, кюстендилски епископ в началото на XIX век.

## Биография
През септември 1807 година Авксентий е избран и по-късно ръкоположен за кюстендилски митрополит. Умира в 1819 година.